# Río Amadorio
El río Amadorio o río de la Vila es un río costero del sureste de la península ibérica que discurre por la provincia de Alicante (España). 

## Curso
Nace a 900 m de altura al pie la sierra de Aitana, próximo al puerto de Tudons, y desemboca en Villajoyosa, en el mar Mediterráneo. De caudal escaso e irregular, sus aguas son aprovechadas para el regadío y el abastecimiento urbano gracias a los pantanos de Relleu y Amadorio. 
Sus principales afluentes son el río Sella y el barranco de la Cueva. Atraviesa encajonado el casco urbano de Villajoyosa donde numerosas casas están suspendidas en el barranco. 